# Evdokia Kozhevnikova

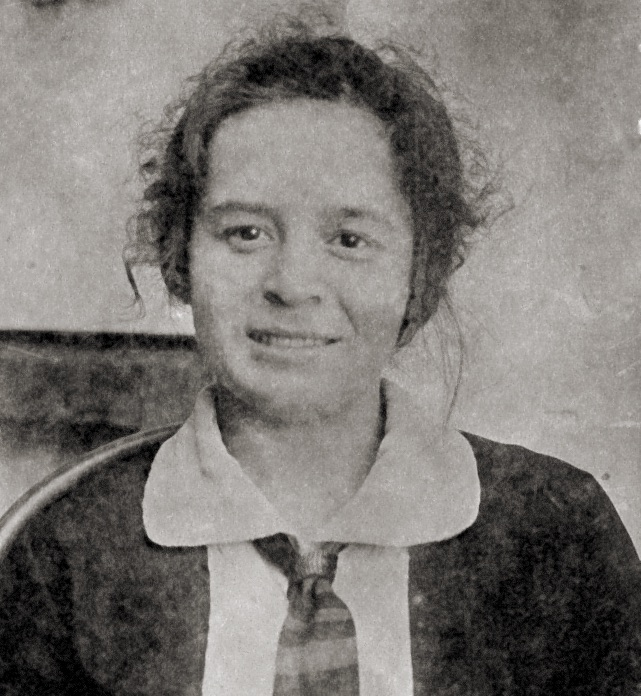
Autorretrato, año desconocido.

Evdokia Kozhevnikova-Gugushvili (en georgiano: ევდოკია კოჟევნიკოვა-გუგუშვილი; en ruso: Евдокия Иннокентьевна Кожевникова-Гугушвили, romanizado: Yevdokiya Innokent'yevna Kozhevnikova-Gugushvili; 28 de diciembre de 1905-1975) fue una etnógrafa soviética que realizó un extenso trabajo de campo en la provincia de Svanetia en la República de Georgia. Durante el curso de su trabajo de campo, adquirió una considerable fluidez en esvano y produjo unas 1200 páginas escritas a mano en ese idioma entre 1927 y 1936. Nunca completó su tesis y su trabajo inédito permaneció casi completamente desconocido para el mundo académico hasta que sus registros fueron redescubiertos en la década de 2010. Desde entonces, investigadores del Museo Nacional de Georgia, así como algunos antropólogos extranjeros, han comenzado a catalogar, traducir y analizar varios cientos de páginas de los archivos de Kozhevnikova. En 2023, el Museo Nacional de Georgia publicó una recopilación de artículos sobre Kozhevnikova y su trabajo, titulada Dina Kozhevnikova: Ethnographical Records.

## Primeros años y educación
Kozhevnikova nació el 28 de diciembre de 1905 en Blagovéshchensk, en lo que entonces era el Óblast de Amur del Imperio ruso. Sus padres eran Innokentij Jakovlevich Kozhevnikov (en ruso: Иннокентий Яковлевич Кожевников), quien sirvió al gobierno imperial ruso como especialista y enviado en idioma manchú, y su esposa Elena Leonova Kozhevnikova (en ruso: Елена Леонова Кожевникова; de soltera Chekhovich). Ella era la menor de cuatro hermanos. Después de que el padre de Evdokia muriera en 1908 a la edad de 45 años, su madre se mudó con la familia a San Petersburgo, donde Evdokia se matriculó en el Instituto Pavlovskij para Doncellas Nobles (en ruso: Павловский институт благородных девиц).
En 1923, Evdokia se graduó en la Escuela Laboral número 33 de Leningrado (San Petersburgo), donde también trabajó como tutora. En 1924, a la edad de 19 años, Evdokia comenzó estudios de etnografía en el Instituto Geográfico de la República Socialista Federativa Soviética de Rusia (RSFSR), posteriormente incorporado a la Universidad Estatal de Leningrado como su Facultad de Geografía y Geoecología de la Universidad Estatal de San Petersburgo (ru). Entre sus profesores se encontraban el etnólogo Vladímir Bogoraz, el historiador y filólogo Evgueni Kagarov, y el lingüista Nikolái Marr, quien era en ese momento una de las figuras más influyentes de la academia soviética.

## Trabajo de campo
En 1926, Kozhevnikova visitó brevemente la provincia de Racha, en el norte de Georgia. A instancias de Marr, que era un destacado especialista en las lenguas del Cáucaso, Kozhevnikova emprendió tres viajes de verano a la provincia de Svanetia en la República de Georgia de 1927 a 1929. El primer viaje, realizado con su compañera Zoia Polozhenskaia, duró dos meses. En general, fue una tarea difícil: su financiación era limitada, los viajes por tierra eran difíciles y los estudiantes carecían de fluidez en el idioma esvano no escrito y tenían que depender de la traducción proporcionada por un pequeño número de lugareños que hablaban ruso.
Su financiación siguió siendo limitada y complementó sus ingresos con varios trabajos secundarios. En 1928, Kozhevnikova escribió al Consejo Científico de la Universidad de Leningrado destacando la importancia de la investigación etnológica sobre la cultura y las tradiciones esvanas, y solicitando financiación para trabajo de campo adicional. Para entonces, había adquirido cierta habilidad en el esvano y se había hecho amiga de los aldeanos, quienes la apodaron «Dina» (que significa «niña» en esvano). Adoptó el nombre y firmó gran parte de sus escritos de esta época como Dina Kozhevnikova. Su viaje de ese año terminó temprano después de que contrajera una grave infección de tifus y tuviera que ser transportada en camilla a una distancia de 100 km para recibir tratamiento médico.
Kozhevnikova se graduó en 1930 y unos meses más tarde comenzó la que sería su expedición más larga en Svanetia, pasando 15 meses en las comunas de Ipari, Latali, Mulakhi y Becho, desde septiembre de 1930 hasta diciembre de 1931. Durante su trabajo de campo, adquirió una considerable fluidez en esvano y produjo unas 1200 páginas escritas a mano en ese idioma entre 1927 y 1936.
 
En 1933, bajo la tutela de Marr, Dina Kozhevnikova continuó sus estudios en la Universidad Estatal de Leningrado durante un tiempo. De 1932 a 1934, trabajó como investigadora de campo en Svaneti en el Instituto de Lengua y Cultura Material de la Academia de Ciencias de Rusia. En 1933, Kozhevnikova se casó con el jurista georgiano Ivane (Vano) Gugushvili y se mudó a Tiflis, Georgia, donde nacieron sus hijos Vladimer (n. 1934) y Elene (n. 1938). A pesar de los intentos esporádicos de reanudar sus estudios de doctorado, Kozhevnikova nunca terminó su tesis y no logró obtener un empleo permanente en el Museo Nacional de Georgia. Además de su trabajo etnográfico, Kozhevnikova escribió poesía, que tampoco se publicó.

### Enfoque de la investigación
En el curso de su trabajo de campo, Kozhevnikova registró cientos de páginas de textos en lengua esvana, en su mayoría descripciones de las docenas de festivales y días festivos del calendario anual del cristianismo vernáculo esvano. También tomó unas doscientas fotografías, incluidas imágenes de prácticas religiosas que nunca antes habían sido documentadas. Kozhevnikova se interesó particularmente en las cuestiones de las mujeres y en los conflictos entre el derecho consuetudinario tradicional y el código legal soviético recientemente impuesto. Los investigadores consideran que las descripciones de Kozhevnikova de los rituales secretos de las mujeres, que los hombres no pueden presenciar, son su trabajo más significativo. Además de su trabajo sobre la religión popular de Svan, los diarios de campo de Kozhevnikova proporcionan una valiosa ventana a la vida cotidiana en Svaneti durante la primera década del poder soviético, durante el intervalo entre la rebelión de los esvanos contra el régimen bolchevique en 1921 y la Rebelión de Agosto de 1924, y la Gran Purga de finales de los años treinta.

## Redescubrimiento
Los materiales etnográficos inéditos de Kozhevnikova de Svaneti permanecieron casi completamente desconocidos para el mundo académico hasta la década de 2010, más de cuatro décadas después de su muerte, cuando en 2017 tuvo lugar una exposición de algunas de sus fotografías en el Museo Svanetia en Mestia. Desde entonces, investigadores del Museo Nacional de Georgia, así como algunos antropólogos extranjeros, han comenzado a catalogar, escanear y traducir varios cientos de páginas de los archivos de Kozhevnikova, que han sido publicadas en un sitio web mantenido por el Museo Nacional de Georgia. Además de su importancia para el estudio de la cultura svanetiana a principios del período estalinista, los especialistas lingüísticos han notado la precisión fonética de las transcripciones de Kozhevnikova y su importancia para el estudio de la lengua svan. En 2023, el Museo Nacional de Georgia publicó una recopilación de artículos sobre Kozhevnikova y su trabajo, titulada Dina Kozhevnikova: Ethnographical Records.

## Lectura adicional
- Khizanashvili, Manana (2003). Evdok'ia k'oževnikova da misi etnograpiuli čanac'erebi [Evdokia Kozhevnikova y sus grabaciones etnográficas]. Etnograpiuli dziebani. pp. 195-200.

- Datos: Q121337960